# Козловский, Алексей Иванович
Алексей Иванович Козловский (5 марта 1932 года, Клембовка, Ямпольский район, Винницкая область — 16 июня 1996 года, Сосновый Бор, Ленинградская область) — передовик производства, бригадир слесарей треста «Энергоспецмонтаж». Герой Социалистического Труда (1974).

## Биография
Родился 5 марта 1932 года в крестьянской семье в селе Клембовка. По окончании ремесленного училища начал свою трудовую деятельность электромонтажником в колхозе родного села. После Великой Отечественной войны восстанавливал электростанцию в Клембовке. 
После срочной службы в армии работал монтажником в Лениногорске в Казахской ССР, участвовал в строительстве электростанции. 
Работал в различных городах Средней Азии. Монтировал атомный реактор в городе Шевченко. После сдачи реактора бригада, руководимая Алексеем Козловским, была откомандирована в город Сосновый Бор Ленинградской области для участия в строительстве Ленинградской АЭС. В Сосновом Бору руководил бригадой слесарей, которая занималась монтажом турбин. 
Бригада Алексея Козловского, перевыполнив план, досрочно смонтировала семь из восьми турбин атомной станции. За выдающиеся достижения в трудовой деятельности при строительстве Ленинградской АЭС был удостоен в 1974 году звания Героя Социалистического Труда.
Остался жить в Сосновым Бору, работал в строительно-монтажном управлении № 90 треста «Энергоспецмонтаж» Министерства среднего машиностроения СССР. С 1981 года в составе СМУ № 3 в командировке в Снечкусе на строительстве Игналинской АЭС. После возвращения продолжал работать в СМУ № 90 в Сосновом Бору до выхода на пенсию.

## Награды
- Герой Социалистического Труда — указом Президиума Верховного Совета СССР от 16 января 1974 года
- Орден Ленина (1974)
- Орден Дружбы народов
- Орден Знак Почёта